# Ulrich Blumenbach

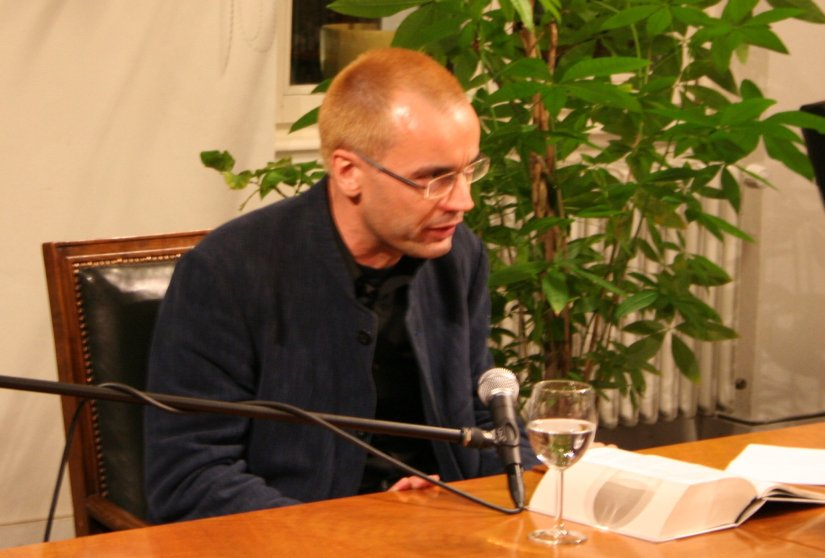
Ulrich Blumenbach (2010)

Ulrich Blumenbach (* 2. Januar 1964 in Hannover) ist ein deutscher literarischer Übersetzer.

## Leben
Ulrich Blumenbach – aufgewachsen in Lüneburg – studierte Anglistik, Germanistik und Geschichte an den Universitäten Münster, Sheffield und Berlin. 1990 legte er sein 1. Staatsexamen ab. Seit 1993 arbeitet Blumenbach als Übersetzer aus dem Englischen sowie aus dem Amerikanischen Englisch in die deutsche Sprache. Er lehrt als Lehrbeauftragter im Studiengang Literarisches Übersetzen an der Heinrich-Heine-Universität in Düsseldorf und leitet zusammen mit Fritz Senn das Zürcher Übersetzertreffen. Ulrich Blumenbach ist verheiratet und lebt mit seiner Familie (eine Tochter, ein Sohn) in Basel.

## Wirken
Blumenbach hat u. a. Romane, Essays und Erzählungen folgender Autoren übersetzt: Paul Beatty, Truman Capote, Agatha Christie, Giles Foden, Kinky Friedman, Stephen Fry, Arthur Miller, Raja Rao, Will Self, Tobias Wolff. Er war ebenfalls an einer Teilübersetzung des Werkes Finnegans Wake von James Joyce beteiligt.
Von November 2003 bis Dezember 2008 arbeitete Blumenbach für den Verlag Kiepenheuer & Witsch an der Übersetzung von David Foster Wallaces Roman Infinite Jest, der unter dem Titel Unendlicher Spaß im August 2009 erschienen ist. 2010 veröffentlichte der Rowohlt Verlag Blumenbachs Übersetzung der Urfassung von Jack Kerouacs Roman Unterwegs unter dem amerikanischen Originaltitel On The Road – Die Urfassung. Ab August 2011 übersetzte Ulrich Blumenbach den Roman The Pale King von Wallace. Das Werk aus dem Nachlass des Autors erschien im November 2013.

„(Zu Unendlicher Spaß, 2009:) Leser dürfen sich im Dickicht verirren, dürfen missverstehen, sogar überspringen. Nur der Übersetzer darf sich saloppe Fahrlässigkeit nicht erlauben, und muss der Konstruktion bis in die letzten Verästelungen nachgehen, d.h. zunächst sie verstehen und jedes einzelne Glied umsetzen, selbst wenn kein Leser die Feinstruktur eines ausfächernden Gebildes je bewusst aufnehmen sollte.“

Blumenbach ist Mitglied im Verband deutschsprachiger Übersetzer literarischer und wissenschaftlicher Werke, VdÜ.

## Auszeichnungen
- 2009–2011: Hieronymusring für besondere Leistungen in der literarischen Übersetzung des Verbands literarischer Übersetzer. Er gab ihn weiter an Karin Krieger.[1]
- 2009 Heinrich Maria Ledig-Rowohlt-Preis der Heinrich Maria Ledig-Rowohlt-Stiftung für die Übersetzung des Romans Unendlicher Spaß von David Foster Wallace
- 2010: Preis der Leipziger Buchmesse für den Roman Unendlicher Spaß von David Foster Wallace (Kategorie: Übersetzung)
- 2010: Kurd-Laßwitz-Preis für die Übersetzung des Romans Unendlicher Spaß von David Foster Wallace
- 2015: 10. Zuger Übersetzer-Stipendium für die Übersetzung des Romans Witz von Joshua Cohen[2]
- 2016: Kulturpreis der Stadt Basel; die Laudatio hielt Fritz Senn[3]
- 2022: Paul-Celan-Preis des Deutschen Literaturfonds  für die Übersetzung des Romans Witz von Joshua Cohen[4]
- 2025: Benennung des Hauptgürtelasteroiden (38048) Blumenbach, für seine Übersetzung von Unendlicher Spaß[5]

## Übersetzungen (Chronologisch)
- Jonathan Lethem: Anatomie eines Spielers. Tropen, Stuttgart 2021 ISBN 978-3-608-50154-4
- Dorothy Parker: Denn mein Herz ist frisch gebrochen. Gedichte. Zweisprachige Ausgabe. Nachwort und Zeittafel von Maria Hummitzsch. Dörlemann, Zürich 2017 ISBN 978-3-03820-044-4[6]
- Joshua Cohen: Solo für Schneidermann. Schöffling, Frankfurt am Main 2016 ISBN 978-3-89561-626-6
- Truman Capote: Wo die Welt anfängt. Herausgegeben von Anuschka Roshani, Kein & Aber, Zürich 2015 ISBN 978-3-0369-5731-9
- Joshua Cohen: Vier neue Nachrichten. Schöffling, Frankfurt am Main 2014 ISBN 978-3-89561-625-9
- Jonathan Lethem: Der Garten der Dissidenten. Klett-Cotta, Stuttgart 2014 ISBN 978-3-608-50116-2
- Anthony Burgess: Clockwork Orange. Klett-Cotta, Stuttgart 2013 ISBN 978-3-608-93990-3
- Mrs. Stephen Fry: Darling, fesselst du schon mal die Kinder? Das heimliche Tagebuch der Edna Fry. Aufbau, Berlin 2012 ISBN 978-3-351-03388-0
- David Foster Wallace: Das hier ist Wasser / This is water. Gedanken zu einer Lebensführung der Anteilnahme vorgebracht bei einem wichtigen Anlass. (Anstiftung zum Denken). Kiepenheuer & Witsch, Köln 2012 ISBN 978-3-462-04418-8
- David Foster Wallace: Alles ist grün. Storys. Kiepenheuer & Witsch, Köln 2011 ISBN 978-3-462-04327-3
- David Foster Wallace: Der bleiche König. Kiepenheuer & Witsch, Köln 2011 ISBN 978-3-462-04556-7
- Danielle Ganek: Der Sommer, in dem wir Gatsby gelesen haben. Goldmann, München 2011 ISBN 3-442-47485-X
- Jack Kerouac: On The Road – Die Urfassung. Rowohlt, Reinbek 2010 ISBN 978-3-498-03550-1
- David Foster Wallace: Unendlicher Spaß. Kiepenheuer & Witsch, Köln 2009 ISBN 978-3-462-04112-5
- Giles Foden: Die letzte Stadt von Afrika. Aufbau, Berlin 2006 ISBN 3-351-03076-2
- David Foster Wallace: Vergessenheit. Zusammen mit Marcus Ingendaay. Kiepenheuer & Witsch, Köln 2008 ISBN 3-462-03974-1.
- David Foster Wallace: In alter Vertrautheit. Zusammen mit Marcus Ingendaay. Kiepenheuer & Witsch, Köln 2006 ISBN 3-462-03727-7
- Kinky Friedman: Der glückliche Flieger. Nachwort Franz Dobler. Tiamat, Berlin 2005 ISBN 3-89320-088-6
- Robert Sedlack: Ein unvergessliches Jahr im Leben des Fred Pickle. Hoffmann & Campe, Hamburg 2005 ISBN 3-455-06811-1
- Kinky Friedman: Ballettratten in der Vandam Street. Nachwort Wiglaf Droste. Tiamat, Berlin 2005 ISBN 3-89320-084-3
- Giles Foden: Sansibar. Aufbau, Berlin 2003 ISBN 3-351-02986-1
- Raja Rao: Kanthapura. Dörlemann Verlag, Zürich 2003 ISBN 978-3-908777-02-1
- Arthur Miller: Widerhall der Zeit. Essays. Hg. Steven R. Centola. Fischer, Frankfurt am Main 2003 ISBN 3-10-049011-8
- Robert Sedlack: Afrikasafari. Hoffmann & Campe, Hamburg 2003 ISBN 3-455-06810-3
- Stefan Sullivan: Sibirischer Schwindel. Eichborn, Frankfurt am Main 2002 ISBN 3-8218-4514-7
- Kinky Friedman: Ohrensausen. Heyne, München 2001 ISBN 3-453-19804-2
- Ann Marlowe: Gerade Linien. Sieben Jahre mit Heroin. Aufbau, Berlin 2001 ISBN 3-351-02529-7
- Stephen Fry: Der Sterne Tennisbälle. Aufbau, Berlin 2001 ISBN 3-351-02929-2
- Giles Foden: Der letzte König von Schottland. Aufbau, Berlin 2001 ISBN 3-351-02916-0
- Linda Jaivin: Miles Walker, du bist tot. Hoffmann und Campe, Hamburg 2001 ISBN 3-455-03640-6
- Kinky Friedman: Straßenpizza. Heyne, München 2000 ISBN 3-453-19894-8
- Agatha Christie: 16 Uhr 50 ab Paddington. Scherz, München 2000
- Nicholas Blincoe: Manchester Slingback. DTV, München 2000 ISBN 3-423-20350-1
- Cynthia De Felice: Die Lehrzeit des Lucas Whitaker. Freies Geistesleben, Stuttgart 2000, ISBN 3-7725-1892-3
- Raqqefet Sela-Šefî: Literarische Dynamik und Kulturbildung. Zur Konstruktion des Repertoires deutscher Literatur im ausgehenden 18. Jahrhundert. Bleicher, Gerlingen 1999 ISBN 3-88350-467-X
- Will Self: Das Ende der Beziehung. Rowohlt, Reinbek 1999 ISBN 3-499-22418-6
- Jonathan Cole: Über das Gesicht. Naturgeschichte des Gesichts und unnatürliche Geschichte derer, die es verloren haben. Kunstmann, München 1999 ISBN 3-88897-226-4
- Kinky Friedman: Der Leibkoch von Al Capone. Hoffmann & Campe, Hamburg 1999 ISBN 3-455-10373-1
- Paul Beatty: Der Sklavenmessias. Rowohlt, Berlin 1999 ISBN 3-87134-303-X
- Nicholas Blincoe: Speed Boys. DTV, München 1999 ISBN 3-423-20201-7
- Tibor Fischer: Die Voyeurin. Rowohlt, Berlin 1998 ISBN 3-87134-302-1
- Tobias Wolff: Die entscheidende Nacht. Zusammen mit Frank Heibert. Rogner & Bernhard, Hamburg 1998, ISBN 3-8077-0183-4.
- Stephen Fry: Geschichte machen. Haffmans, Zürich 1997 ISBN 3-251-00365-8
- Kinky Friedman: Gott segne John Wayne. Hoffmann & Campe, Hamburg 1997 ISBN 3-455-02274-X
- Hugh Laurie: Der Waffenhändler. Haffmans, Zürich 1997 ISBN 3-251-00361-5
- Tibor Fischer: Stalin oder ich. Rowohlt, Reinbek 1997 ISBN 3-499-13792-5
- Tibor Fischer: Ich raube, also bin ich. Die Eddi Coffin Story. Rowohlt, Berlin 1997 ISBN 3-87134-258-0
- Kinky Friedman: Gürteltier und Spitzenhäubchen. Haffmans, Zürich 1996 ISBN 3-251-30060-1
- Michael Palin: Hemingways Stuhl. Haffmans, Zürich 1996 ISBN 3-251-00310-0
- Stephen Fry: Paperweight. Haffmans, Zürich 1996 ISBN 3-251-00309-7
- Beth Roberts: Pariser Affären. Roman zum Film French Kiss. Rowohlt, Reinbek 1995 ISBN 3-499-13777-1
- Stephen Fry: Das Nilpferd. Haffmans, Zürich 1994 ISBN 3-251-00243-0
- Robert O’Connor: Krieg im Frieden. Buffalo Soldiers. Haffmans, Zürich 1994 ISBN 3-251-00245-7
- Stephen Fry: Der Lügner. Haffmans, Zürich 1994 ISBN 3-251-00240-6

## Sonstige Werke
- Oversetting the Original. Fehler in Übersetzungen, in: Literarischer Monat, 33, Juli 2018, Schwerpunktheft über literarische Übersetzung, mit weiteren Beiträgen von Miriam Mandelkow, Peter Torberg Christa Schuenke und Barbara Sauser.